# Leukophosphit
Leokophosphit ist ein seltenes Mineral aus der Mineralklasse der Phosphate, Arsenate und Vanadate. Er kristallisiert im monoklinen Kristallsystem mit der chemischen Zusammensetzung KFe3+2[(PO4)2|OH]·2H2O. Es ist also ein Kalium-Eisen-Phosphat mit zusätzlichen Hydroxidionen, welches Kristallwasser enthält.
Er bildet diamantartige, 1 cm große Kristalle, aber auch feinkörnig, kreideartige, teilweise amorphe Massen. Das Mineral hat eine braune Farbe, die in verschiedenen Ausprägungen andersfarbige Einflüsse haben kann. Leukophosphit ist durchscheinend (transluzent) mit Brechungsindexen zwischen 1,70 und 1,74.
Mit einer Mohshärte von 3,5 gehört es zu den weichen Mineralen.

## Etymologie und Geschichte
Leukophosphit wurde erstmals 1931 von E. S. Simpson beschrieben. Er entdeckte es im Rahmen einer Untersuchung an einem stark phosphathaltigen Felsen und benannte es nach leukos (Gr. für Weiß) und phosphoros (engl. für Phosphor). Nach der Untersuchung, die in Gegenüberstellung zu Variscit (Fe3+[PO4]·2H2O, damals teilweise auch Redonit genannt) vollzogen wurde, stellte er die Formel des neuen Minerals mit K2(Fe, Al)7(OH)11(PO4)4·6H2O fest. Seine Untersuchungsergebnisse gaben folgendes Mischungsverhältnis an:
| Al2O3   | 12,5 %    | Fe2O3 | 32,82 %   | Cr2O3   | in Spuren |
| FeO     | in Spuren | MnO   | 0,22 %    | MgO     | 0,73 %    |
| (NH4)2O | 0,09 %    | Na2O  | 0,13 %    | K2O     | 7,88 %    |
| H2O (+) | 12,28 %   | P2O5  | 26,29 %   | CO2     | 0,17 %    |
| SiO2    | in Spuren | TiO2  | in Spuren | H2O (-) | 6,59 %    |

In einer chemischen Neuanalyse im Jahre 1952 kamen J. M. Axelrod, Maxwell K. Carron, Charles Milton und T. P. Thayer auf die Formel K2[Fe3+4(OH)2(H2O)2(PO4)4]·2H2O. Die Formel ist in ihrer Vereinfachten Form KFe3+2[(PO4)2|OH]·2H2O heute noch gültig.

## Klassifikation
In der veralteten 8. Auflage der Mineralsystematik nach Strunz gehörte der Leukophosphit zur Mineralklasse der „Phosphate, Arsenate, Vanadate“ und dort zur Abteilung „Wasserhaltige Phosphate, Arsenate und Vanadate mit fremden Anionen“, wo er gemeinsam mit Barium-Alumopharmakosiderit, Bariopharmakosiderit und Pharmakosiderit in der „Leukophosphit-Pharmakosiderit-Gruppe“ mit der Systemnummer VII/D.14 steht.
In der zuletzt 2018 überarbeiteten Lapis-Systematik nach Stefan Weiß, die formal auf der alten Systematik von Karl Hugo Strunz in der 8. Auflage basiert, erhielt das Mineral die System- und Mineralnummer VII/D.27-030. Dies entspricht der Klasse der „Phosphate, Arsenate und Vanadate“ und dort der Abteilung „Wasserhaltige Phosphate, mit fremden Anionen“, wo Leukophosphit zusammen mit Kapundait, Minyulit, Spheniscidit und Tinsleyit eine unbenannte Gruppe mit der Systemnummer VII/D.27 bildet.
Die von der International Mineralogical Association (IMA) zuletzt 2009 aktualisierte 9. Auflage der Strunz’schen Mineralsystematik ordnet den Leukophosphit in die Klasse der „Phosphate, Arsenate und Vanadate“ und dort in die Abteilung „Phosphate usw. mit zusätzlichen Anionen; mit H2O“ ein. Hier ist das Mineral in der Unterabteilung „Mit großen und mittelgroßen Kationen; (OH usw.) : RO4 < 1 : 1“ zu finden, wo es zusammen mit Spheniscidit und Tinsleyit die „Leukophosphitgruppe“ mit der Systemnummer 8.DH.10 bildet.
In der vorwiegend im englischen Sprachraum gebräuchlichen Systematik der Minerale nach Dana hat Leukophosphit die System- und Mineralnummer 42.11.06.01. Das entspricht der Klasse der „Phosphate, Arsenate und Vanadate“ und dort der Abteilung „Wasserhaltige Phosphate etc., mit Hydroxyl oder Halogen“. Hier findet er sich innerhalb der Unterabteilung „Wasserhaltige Phosphate etc., mit Hydroxyl oder Halogen mit (AB)4(XO4)3Zq × x(H2O)“ in der „Leukophosphitgruppe“, in der auch Tinsleyit und Spheniscidit eingeordnet sind.

## Kristallstruktur
Leukophosphite kristallisiert monoklin in der Raumgruppe P21/n (Raumgruppen-Nr. 14, Stellung 2) mit den Gitterparametern a = 9,782 Å, b = 9,658 Å, c = 9,751 Å und ß = 102,24° sowie vier Formeleinheiten pro Elementarzelle.
Die Kristallwassermoleküle liegen in größeren Hohlräumen in der Kristallstruktur. Die Phosphatanionen ([PO4]3−) bilden Tetraeder.

## Bildung und Fundorte
Leukophosphit wird durch Reaktion von Guano mit eisenhaltigen Mineralien gebildet. Er entsteht auch bei hydrothermalen Umwandlungen von Eisenphosphaten in Pegmatitgesteinen oder durch Ersetzen von fossilem Holz. Es ist vergemeinschaftet mit Variscit, Strengit, Phosphosiderit, Cyrilovit, manganhaltiges Lipscombit, Frondelit, Vivianit, Diadochit, Ferrostrunzit, Fluorapatit, Rockbridgeit und Triphylin.
Es sind ungefähr 100 Fundorte von Leukophosphit bekannt.
In Deutschland gibt es nur in Bayern Fundorte. In der Oberpfalz findet sich ein Fundort bei Pleystein und bei Hagendorf, Gemeinde Waidhaus. Eine Fundstelle gibt es auch in Althütte, Gemeinde Waldmünchen. Im Bezirk Niederbayern gibt es einen Fundort in Bodenmais, im Bezirk Oberfranken einen Fundort in Leupoldsdorf.
Weitere europäische Fundorte finden sich in den französischen Regionen Auvergne-Rhône-Alpes, Bretagne, Nouvelle-Aquitaine und Okzitanien, in den portugiesischen Distrikten Guarda und Viseu, in der rumänischen Region Hunedoara, in den spanischen autonomen Gemeinschaft Kastilien und León, in den tschechischen Regionen Böhmen und Mähren sowie in den Länder England und Schottland des Vereinigten Königreichs.
Des Weiteren gibt es Fundorte in der Antarktis, in Argentinien, Australien, Brasilien, Chile, Libyen, Madagaskar, Malaysia, Mexiko, Marokko, Namibia, Ruanda, Südafrika und den US-Bundesstaaten Alabama, Arizona, Kalifornien, Colorado, Indiana, Maine, Nevada, New Hampshire, New Mexico, North Carolina, South Dakota, Virginia und Wisconsin.